# Epiplema flavistriga
Epiplema flavistriga är en fjärilsart som beskrevs av W. Warren 1901. Epiplema flavistriga ingår i släktet Epiplema och familjen Uraniidae. Inga underarter finns listade i Catalogue of Life.